# ويليام أوليفر ستيفنز
ويليام أوليفر ستيفنز (بالإنجليزية: William Oliver Stevens)‏ هو كاتب أمريكي، ولد في 7 أكتوبر 1878، وتوفي في 15 يناير 1955.